# Jędrzej Marusarz Jarząbek
Jędrzej Marusarz Jarząbek (ur. 28 lipca 1877 w Kościelisku, zm. 1 października 1961 w Zakopanem) – góral podhalański, przewodnik tatrzański, cieśla, ratownik górski.

## Życiorys
Był jednym z najpopularniejszym przewodników tatrzańskich. Uprawnienia przewodnika III klasy otrzymał w 1904, II klasy – w lipcu 1905, a I klasy – we wrześniu 1905. Przed I wojną światową należał do najaktywniejszych wspinaczy, a jako przewodnik działał do starości, nawet jeszcze po II wojnie światowej. Od 1911 jeździł w Tatrach także na nartach, a do 1939 pracował jako przewodnik narciarski.
Marusarz Jarząbek należał do najbardziej czynnych ratowników tatrzańskich. Od początku istnienia Tatrzańskiego Ochotniczego Pogotowia Ratunkowego w 1909 był członkiem tej organizacji, przez długi okres pełnił w niej funkcje zastępcy kierownika i wiceprezesa zarządu. Był uczestnikiem licznych wypraw, m.in. pod Mały Kościelec po Mieczysława Karłowicza (1909), na Mały Jaworowy Szczyt po Stanisława Szulakiewicza i Klimka Bachledę (1910) czy na Galerię Gankową po Wincentego Birkenmajera (1933).
Jako cieśla po II wojnie światowej pracował przy odbudowie zamku w Niedzicy, Dworku Moniaków w Zubrzycy Górnej i kościołów w Białce Tatrzańskiej i Dębnie. Wyznaczał również szlaki turystyczne w Tatrach i pracował przy budowie zakopiańskich domów.
Był honorowym członkiem TOPR (1945), Polskiego Towarzystwa Tatrzańskiego (1948) i PTTK (1950). Jest pochowany na Cmentarzu Zasłużonych na Pęksowym Brzyzku (kwatera P-II-3).

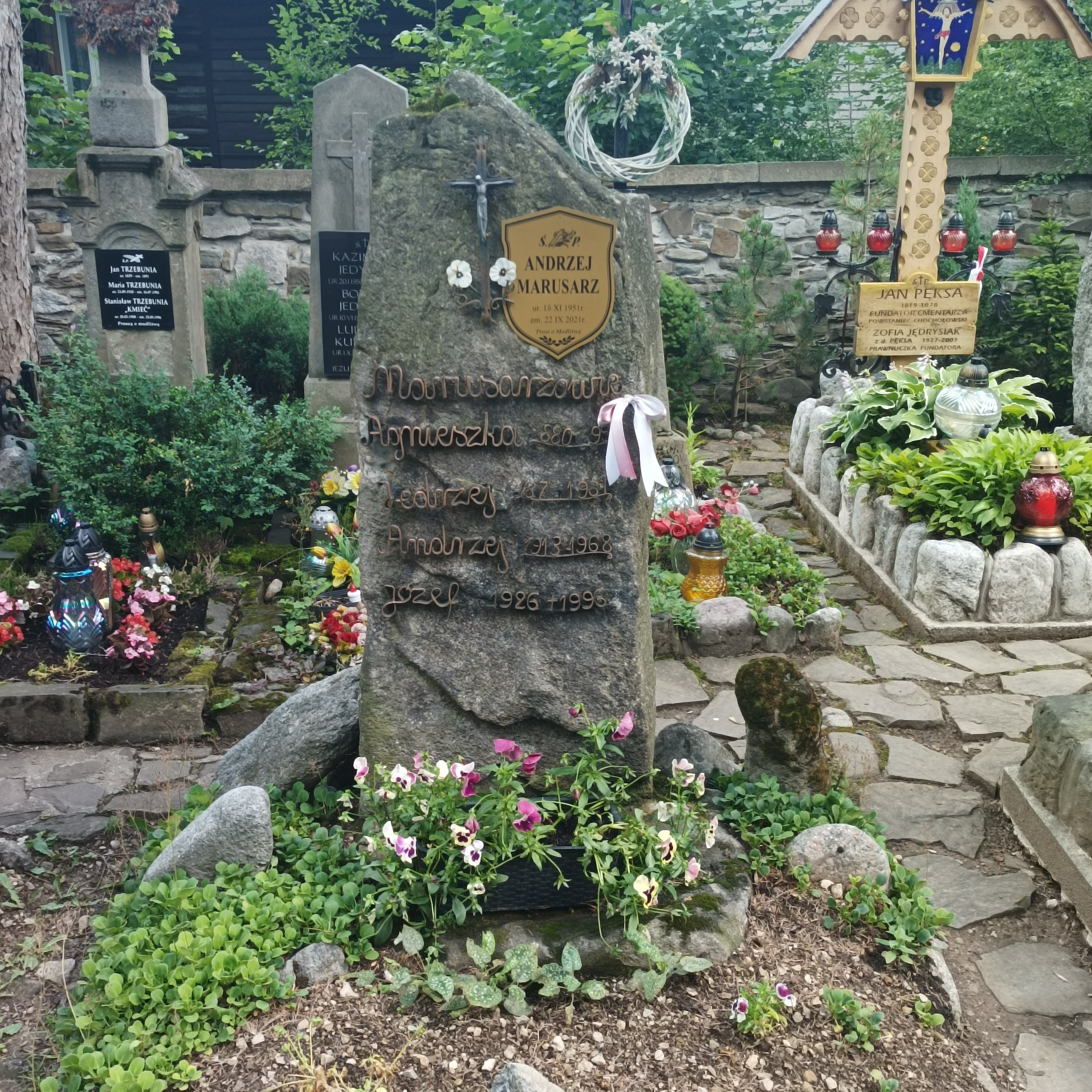
Grób Jędrzeja Marusarza na Cmentarzu Zasłużonych na Pęksowym Brzyzku

Jego synami byli Stanisław (przewodnik tatrzański), Andrzej (narciarz i przewodnik) i Józef (narciarz i architekt), a bratankiem – Stanisław Marusarz, narciarz i czterokrotny olimpijczyk.

## Wybrane osiągnięcia wspinaczkowe
- 1905 – pierwsze wejście na Żabi Szczyt Wyżni z Januszem Chmielowskim, Klimkiem Bachledą i innymi,
- 1905 – pierwsze przejście północno-zachodniej ściany Ganku z Chmielowskim i Bachledą,
- 1905 – pierwsze wejście na Kościołek z Chmielowskim,
- 1906 – pierwsze przejście północnej ściany Mięguszowieckiego Szczytu Wielkiego ze Stanisławem Krygowskim i innymi,
- 1906 – pierwsze przejście całej grani Wideł z Aleksandrem Znamięckim,
- 1909 – próba pierwszego przejścia południowej ściany Zamarłej Turni z Aleksandrem Schielem,
- 1910 – pierwsze przejście północno-zachodniej ściany Krywania z Zygmuntem Czernym i innymi,
- 1911 – pierwsze przejście północno-zachodniej ściany Lodowego Szczytu z Janem Czerwińskim i innymi.

## Ordery i odznaczenia
- Srebrny Krzyż Zasługi (8 lipca 1925)[2]
- odznaki GOPR, TOPR, PZN i PTTK

## Upamiętnienie
Jego imieniem nazwano dwa obiekty w Tatrach: Marusarzową Turnię i sąsiadującą z nią Marusarzową Przełączkę. 